# Milstar

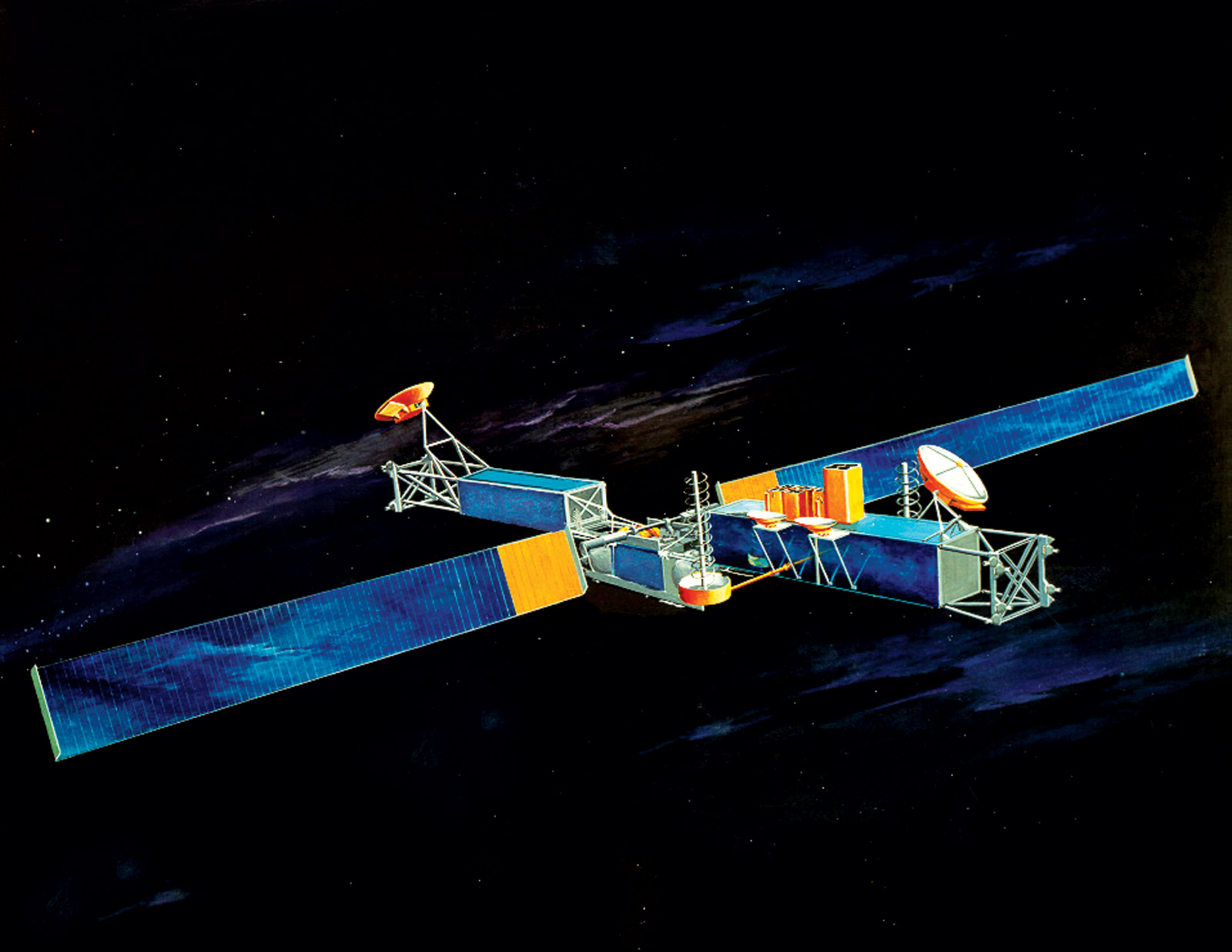
Un satellite Milstar block I

Milstar est un système de communication par satellite du gouvernement des États-Unis. Il procure aux militaires américains, un moyen de communication mondial, sécurisé, résistant au brouillage, répondant ainsi aux exigences du temps de guerre. Son nom est à l'origine l'acronyme de Military Strategic and Tactical Relay.

## Fonctionnement
Milstar est actuellement le plus avancé des systèmes de communication militaire par satellite en service dans les forces armées des États-Unis. C'est un outil conjoint, c'est-à-dire qu'il est utilisé aussi bien par l'US Army, l'US Navy, l'US Marine Corps ou l'US Air Force. La constellation de satellite Milstar est constituée de cinq satellites positionnés autour de la Terre en orbite géosynchrone. Chaque satellite a une masse d'approximativement 4 536 kg et est conçu pour une durée de vie de 10 ans.
Chaque satellite Milstar est utilisé comme un « répartiteur téléphonique » dans l'espace qui transmet les communications d'un terminal à un autre partout dans le monde. Depuis que le satellite traite les communications et qu'il peut communiquer avec les autres satellites Milstar, le besoin en station au sol a été considérablement réduit. Le système Milstar permet la transmission cryptée de voix, de données, de télétypes ou de fax. L'un des points clefs du système Milstar est sa capacité à transmettre des données aussi bien aux terminaux de l'Army, de la Navy ou de l'Air Force.
Les stations fixes et mobiles dispersées géographiquement, permettent de garder un contrôle sûr et durable de la constellation Milstar.
Le système Milstar est composé de trois parties : les satellites, les terminaux sur le terrain et la station de contrôle. La division des communications militaires par satellite (MILSATCOM) du Space and Missile Systems Center appartenant à l'Air Force Space Command est basé à Los Angeles AFB (en) en Californie. Elle est responsable du développement et de l'acquisition des satellites et du contrôle de mission. L'Electronic Systems Center basé à Hanscom AFB (en) au Massachusetts est responsable du développement et de l'acquisition des terminaux de l'US Air Force. De leur côté le 4th Space Operation Squadron basé à Schriever AFB (en) au Colorado et le 148th Space Operation Squadron basé à Vandenberg AFB en Californie sont chargés de fournir le contrôle en temps réel des satellites et de gérer leur charge de communications.

## Historique
Le programme Milstar débuta sur l'année fiscale 1983, la fin de la phase d'étude du concept eut lieu au début de l'année 1983 et en juillet, l'US Air Force attribua à Lockheed Martin Missiles and Space un contrat d'un milliard d'USD pour le développement de la prochaine génération de communications militaires par satellite. Les principaux sous-traitants étaient TRW et Hughes Aircraft. La phase d'essais spatiaux débuta en décembre 1986 avec le lancement du satellite de l'US Navy FLTSATCOM 7 qui portait un prototype du transmetteur EHF 44 GHz du futur Milstar. Puis pendant la Guerre du Golfe en 1991, un prototype de terminal fut testé en Arabie saoudite. Le premier satellite de la constellation devait à l'origine être lancé en 1988 pour une mise en service opérationnelle au début des années 1990, cependant le programme fut en proie à des problèmes techniques tout au long des années 1980. Et en 1990, le Congrès des États-Unis réduisit le nombre de satellite de huit à six.
Après la fin de la guerre froide et la réduction de la menace nucléaire, le Congrès demanda à l'US Air Force de restructurer le programme Milstar en mettant l'accent sur le champ tactique en incluant des capacités tactiques. Il en résulta une nouvelle génération désignée Milstar II dotée de transmetteurs à moyen débit. Cette modification fut entérinée par le département de la Défense en octobre 1992.
Le premier satellite Milstar I-FI fut lancé avec succès le 7 février 1994 par un lanceur Titan IV mais neuf jours plus tard le système primaire d'alimentation en énergie tomba en panne, il put être remis en marche seulement le 28 juillet après que Lockheed Martin eu utilisé une sauvegarde du système.
Le 14 avril 1994, l'US General Accounting Office recommanda l'annulation des quatrième et cinquième satellites et le développement d'un programme avancé de satellite EHF. Ceux-ci devraient être plus petits et par conséquent moins chers car pouvant être lancés à partir de fusées de taille moyenne et nom plus par des Titan IV/Centaur. Le 11 janvier 1995, l'US Air Force attribua un contrat de $1,15 Md à Lockheed Martin pour la fourniture des cinquième et sixième satellites
Le 6 novembre 1995, le second satellite Milstar I-F2 (première génération) fut lancé et placé sur une orbite géostationnaire par un lanceur Titan IV. Ces deux satellites furent par la suite appelés Milstar Block I.
La nouvelle version apparut avec le troisième satellite qui vit l'ajout d'une charge utile permettant une vitesse de transmission de données moyenne. Ce troisième satellite fut lancé le 30 avril 1999 et placé sur une mauvaise orbite et fut par conséquent inutilisable. Les autres satellites furent placés en orbite le 27 février 2001, le 16 janvier 2002 et le 8 avril 2003.
L'étude du remplaçant du Milstar, l'Advanced Extremely High Frequency (AEHF), fut lancée en novembre 2001. Il a une capacité de transmission dix fois supérieure aux satellites Milstar de seconde génération. La mise en orbite du premier satellite a eu lieu le 14 août 2010.

## Caractéristiques
- Fonction première : Système de communication militaire global
- Principal fournisseur : Lockheed Martin Missiles and Space
- Source d'énergie : Panneaux solaires générant 8 kW
- Masse : ≈ 4 500 kg
- Orbite : géosynchrone à 41 200 km d'altitude
- Charge utile :
  - Transmetteurs de données à vitesse lente (voix, données, télétypes, fax) : 75 bit/s à 2 400 bit/s (Tous les satellites)
  - Transmetteurs de données à vitesse moyenne (voix, données, télétypes, fax) : 4,8 kbit/s à 1,544 Mbit/s (3 satellites sur 6)
  - Utilisation des fréquences : liaison montante en bande Q, liaison descendante en bande Ka
  - Système de communication entre satellites
- Mission : Assurer des communications protégées (imbrouillable, faible probabilité d'interception et de détection, assurée en cas d'attaques nucléaires)
- Lanceur : Titan IVB doté d'un étage supérieur Centaur
- Effectif : 5 satellites
  - Milstar 1 lancé le 07-02-1994, désignation USA-99 ;
  - Milstar 2 lancé le 06-11-1995, désignation USA-115 ;
  - Milstar 3 lancé le 30-04-1999, désignation USA-143, inséré sur une mauvaise orbite ;
  - Milstar 4 lancé le 27-02-2001, désignation USA-157 ;
  - Milstar 5 lancé le 16-01-2002, désignation USA-164 ;
  - Milstar 6 lancé le 08-04-2003, désignation USA-169.
- Coût unitaire : 800 millions $ + coût d'utilisation

## Autres systèmes
| Communications protégées                                                            | Communication en bande large                                  | Réseau de communication                                                                                                 |
| ----------------------------------------------------------------------------------- | ------------------------------------------------------------- | --- |
| Milstar                                                                             | Defense Satellite Communications System (DSCS)                | Transformational Satellite Communications System (TSAT) -- Système à venir (continuant la protection et la bande large) |
| Advanced Extremely High Frequency satellite (AEHF) -- Système à venir prochainement | Wideband Global SATCOM (WGS) -- Système à venir prochainement | |

### Sources
- (en) Le système Milstar sur le site de l'US Air Force